# Půdní blok
Půdní blok je v České republice část zemědělské půdy obhospodařovaná jedním zemědělským subjektem a v terénu ohraničená cestou, jednou kulturou, lesem, vodním tokem apod. Vymezení půdního bloku se velice často neshoduje s vymezením jednotlivých parcel, přičemž jeden půdní blok může zahrnovat buď část jedné parcely, nebo třeba části více parcel. Vymezení půdních bloků proto často v terénu znesnadňuje snadné určení průběhu hranic parcel, jakož i hranic katastrálních území, které jimi rovněž nejsou často respektovány. U Sudoměřic vymezení půdních bloků nebere v potaz ani státní hranici mezi Českou republikou a Slovenskem. Informace o půdních blocích a jejich uživatelích podává Veřejný registr půdy - LPIS.